# Ружанна (Великопольське воєводство)
Ружанна (пол. Różanna) — село в Польщі, у гміні Орхово Слупецького повіту Великопольського воєводства.
Населення — 406 осіб (2011).
У 1975-1998 роках село належало до Конінського воєводства.

## Демографія
Демографічна структура станом на 31 березня 2011 року:
|          | Загалом | Допрацездатний вік | Працездатний вік | Постпрацездатний вік |
| -------- | ------- | ------------------ | ---------------- | -------------------- |
| Чоловіки | 208     | 53                 | 143              | 12                   |
| Жінки    | 198     | 44                 | 121              | 33                   |
| Разом    | 406     | 97                 | 264              | 45                   |